# Brouwerskolkpark
Het Brouwerskolkpark is een park bij Overveen in de gemeente Bloemendaal in Noord-Holland. Door het gebied loopt de Brouwerskolkweg. In het park ligt het Brouwerskolk, een waterkolk. Het park maakt sinds 2003 onderdeel uit van het Nationaal Park Zuid-Kennemerland.
Het was vanaf de 17e eeuw een waterwingebied bekend om het daar opwellende schone duinwater dat via de Brouwersvaart werd ingezet door de bierbrouwerijen in Haarlem. Ook de textielblekerijen in Overveen waaronder de blekerij Gehrels maakten gebruik van dit water.
Rond 1846 was er een plan om water uit de Brouwerskolk naar Amsterdam te transporteren via een waterleiding van uitgeholde boomstammen. Uiteindelijk is er voor gekozen water van een nog westelijker plek in de duinen te halen, nu bekend als de Amsterdamse Waterleidingduinen.
De kolk is een belangrijk leefgebied voor padden. Onder de weg zijn drie tunnels aangelegd voor de paddentrek.

## Park
De grond behoorde tot landgoed Belvedere. Het westelijk deel is in 1928 verkocht aan de gemeente. Aanvankelijk was het bestemd als villapark maar na protest van landschapsarchitect Zocher jr is het in gebruik genomen als het Brouwerskolkpark. Dit deel is een duinlandschap en omvat het uitzichtpunt 'Kopje van Overveen'.
In 1960 is het oostelijk deel van het park toegevoegd bij de kolk, overgenomen van Belvedere waarbij tevens is afgesproken dat tot in ieder 2029 de beboste hellingen behouden zullen blijven. In het park is een restaurant, 't Brouwerskolkje, gevestigd. Deze zijde van het park grenst aan Belverdère en Vaart en duin. Het park aan de overzijde van de Brouwerskolkweg ligt tegen het natuurgebied Middenduin maar heeft hiermee geen directe wandelverbinding.